# XHIMT-TDT
A Azteca 7 ou XHIMT-TDT é um dos canais da TV Azteca, cujo centro da operações fica na Cidade do México. 
Cabe mencionar que a Azteca 7 tem sua contraparte em UHF assim como a Azteca 13.

## História
Iniciou suas operações em 15 de maio de 1985, como a segunda cadeia de televisão da Imevisión, depois a do canal 13.
Durante os anos 1990, o canal 7 começou a ter problemas no sinal de TV aberta, só que este problema foi corrigido quando ocorreu a privatização de Imevisión para TV Azteca.
Em 1991 deixa de transmitir programação própria para transmitir o canal 13, e em 2 de agosto de 1993, quando ambos os canais são privatizados para fazer a atual TV Azteca.
A sua programação e seu logotipo sofreram distintas modificações. 